# Chặng đua MotoGP San Marino 2023
Chặng đua MotoGP San Marino 2023 là chặng đua thứ 12 của mùa giải đua xe MotoGP 2023. Chặng đua diễn ra từ ngày 08/09/2023 đến ngày 10/09/2023 ở trường đua Misano, Ý.
Tay đua Jorge Martin của đội đua Pramac Racing là người giành chiến thắng cả hai cuộc đua Sprint race và đua chính của thể thức MotoGP. Sau chặng đua Francesco Bagnaia tiếp tục dẫn đầu bảng xếp hạng tổng với 283 điểm.

## Kết quả phân hạng thể thức MotoGP
| Fastest session lap |

| Stt                | Số xe | Tay đua               | Xe      | Kết quả      | Kết quả  |
| Stt                | Số xe | Tay đua               | Xe      | Q1           | Q2       |
| ------------------ | ----- | --------------------- | ------- | ------------ | -------- |
| 1                  | 89    | Jorge Martín          | Ducati  | Vào thẳng Q2 | 1:30.390 |
| 2                  | 72    | Marco Bezzecchi       | Ducati  | Vào thẳng Q2 | 1:30.787 |
| 3                  | 1     | Francesco Bagnaia     | Ducati  | Vào thẳng Q2 | 1:30.826 |
| 4                  | 12    | Maverick Viñales      | Aprilia | Vào thẳng Q2 | 1:30.916 |
| 5                  | 26    | Dani Pedrosa          | KTM     | Vào thẳng Q2 | 1:31.023 |
| 6                  | 41    | Aleix Espargaró       | Aprilia | 1:31.429     | 1:31.082 |
| 7                  | 33    | Brad Binder           | KTM     | Vào thẳng Q2 | 1:31.103 |
| 8                  | 10    | Luca Marini           | Ducati  | Vào thẳng Q2 | 1:31.210 |
| 9                  | 93    | Marc Márquez          | Honda   | Vào thẳng Q2 | 1:31.223 |
| 10                 | 88    | Miguel Oliveira       | Aprilia | 1:31.272     | 1:31.277 |
| 11                 | 73    | Álex Márquez          | Ducati  | Vào thẳng Q2 | 1:31.278 |
| 12                 | 25    | Raúl Fernández        | Aprilia | Vào thẳng Q2 | 1:31.341 |
| 13                 | 20    | Fabio Quartararo      | Yamaha  | 1:31.467     | N/A      |
| 14                 | 51    | Michele Pirro         | Ducati  | 1:31.533     | N/A      |
| 15                 | 6     | Stefan Bradl          | Honda   | 1:31.560     | N/A      |
| 16                 | 5     | Johann Zarco          | Ducati  | 1:31.667     | N/A      |
| 17                 | 37    | Augusto Fernández     | KTM     | 1:31.678     | N/A      |
| 18                 | 43    | Jack Miller           | KTM     | 1:31.713     | N/A      |
| 19                 | 21    | Franco Morbidelli     | Yamaha  | 1:31.845     | N/A      |
| 20                 | 30    | Takaaki Nakagami      | Honda   | 1:31.851     | N/A      |
| 21                 | 49    | Fabio Di Giannantonio | Ducati  | 1:31.914     | N/A      |
| 22                 | 36    | Joan Mir              | Honda   | 1:31.944     | N/A      |
| 23                 | 44    | Pol Espargaró         | KTM     | 1:32.140     | N/A      |
| Kết quả chính thức |       |                       |         |              |          |

## Kết quả Sprint race
| Stt                                                             | Số xe | Tay đua               | Đội đua                      | Xe      | Lap | Kết quả             | Xuất phát | Điểm |
| --------------------------------------------------------------- | ----- | --------------------- | ---------------------------- | ------- | --- | ------------------- | --------- | ---- |
| 1                                                               | 89    | Jorge Martín          | Prima Pramac Racing          | Ducati  | 13  | 19:58.785           | 1         | 12   |
| 2                                                               | 72    | Marco Bezzecchi       | Mooney VR46 Racing Team      | Ducati  | 13  | +1.445              | 2         | 9    |
| 3                                                               | 1     | Francesco Bagnaia     | Ducati Lenovo Team           | Ducati  | 13  | +4.582              | 3         | 7    |
| 4                                                               | 26    | Dani Pedrosa          | Red Bull KTM Factory Racing  | KTM     | 13  | +4.772              | 5         | 6    |
| 5                                                               | 33    | Brad Binder           | Red Bull KTM Factory Racing  | KTM     | 13  | +4.931              | 7         | 5    |
| 6                                                               | 12    | Maverick Viñales      | Aprilia Racing               | Aprilia | 13  | +6.062              | 4         | 4    |
| 7                                                               | 10    | Luca Marini           | Mooney VR46 Racing Team      | Ducati  | 13  | +6.519              | 8         | 3    |
| 8                                                               | 41    | Aleix Espargaró       | Aprilia Racing               | Aprilia | 13  | +7.893              | 6         | 2    |
| 9                                                               | 73    | Álex Márquez          | Gresini Racing MotoGP        | Ducati  | 13  | +9.264              | 11        | 1    |
| 10                                                              | 93    | Marc Márquez          | Repsol Honda Team            | Honda   | 13  | +11.318             | 9         |      |
| 11                                                              | 25    | Raúl Fernández        | CryptoData RNF MotoGP Team   | Aprilia | 13  | +13.365             | 12        |      |
| 12                                                              | 88    | Miguel Oliveira       | CryptoData RNF MotoGP Team   | Aprilia | 13  | +13.788             | 10        |      |
| 13                                                              | 20    | Fabio Quartararo      | Monster Energy Yamaha MotoGP | Yamaha  | 13  | +14.243             | 13        |      |
| 14                                                              | 5     | Johann Zarco          | Prima Pramac Racing          | Ducati  | 13  | +14.154             | 16        |      |
| 15                                                              | 43    | Jack Miller           | Red Bull KTM Factory Racing  | KTM     | 13  | +17.421             | 18        |      |
| 16                                                              | 44    | Pol Espargaró         | GasGas Factory Racing Tech3  | KTM     | 13  | +17.451             | 23        |      |
| 17                                                              | 49    | Fabio Di Giannantonio | Gresini Racing MotoGP        | Ducati  | 13  | +18.133             | 21        |      |
| 18                                                              | 21    | Franco Morbidelli     | Monster Energy Yamaha MotoGP | Yamaha  | 13  | +19.749             | 19        |      |
| 19                                                              | 37    | Augusto Fernández     | GasGas Factory Racing Tech3  | KTM     | 13  | +20.403             | 17        |      |
| 20                                                              | 51    | Michele Pirro         | Aruba.it Racing              | Ducati  | 13  | +21.454             | 14        |      |
| 21                                                              | 30    | Takaaki Nakagami      | LCR Honda Idemitsu           | Honda   | 13  | +21.962             | 20        |      |
| 22                                                              | 6     | Stefan Bradl          | HRC Team                     | Honda   | 13  | +23.672             | 15        |      |
| 23                                                              | 36    | Joan Mir              | Repsol Honda Team            | Honda   | 13  | +36.100             | 22        |      |
| DNQ                                                             | 7     | Takumi Takahashi      | LCR Honda Castrol            | Honda   |     | Không được xếp hạng |           |      |
| Fastest sprint lap: Marco Bezzecchi (Ducati) – 1:31.342 (lap 3) |       |                       |                              |         |     |                     |           |      |
| Kết quả chính thức                                              |       |                       |                              |         |     |                     |           |      |

## Kết quả đua chính thể thức MotoGP
| Stt                                                        | Số xe | Tay đua               | Đội đua                      | Xe      | Lap | Kết quả             | Xuất phát | Điểm |
| ---------------------------------------------------------- | ----- | --------------------- | ---------------------------- | ------- | --- | ------------------- | --------- | ---- |
| 1                                                          | 89    | Jorge Martín          | Prima Pramac Racing          | Ducati  | 27  | 41:33.421           | 1         | 25   |
| 2                                                          | 72    | Marco Bezzecchi       | Mooney VR46 Racing Team      | Ducati  | 27  | +1.350              | 2         | 20   |
| 3                                                          | 1     | Francesco Bagnaia     | Ducati Lenovo Team           | Ducati  | 27  | +3.812              | 3         | 16   |
| 4                                                          | 26    | Dani Pedrosa          | Red Bull KTM Factory Racing  | KTM     | 27  | +4.481              | 5         | 13   |
| 5                                                          | 12    | Maverick Viñales      | Aprilia Racing               | Aprilia | 27  | +10.510             | 4         | 11   |
| 6                                                          | 88    | Miguel Oliveira       | CryptoData RNF MotoGP Team   | Aprilia | 27  | +12.274             | 10        | 10   |
| 7                                                          | 93    | Marc Márquez          | Repsol Honda Team            | Honda   | 27  | +13.576             | 9         | 9    |
| 8                                                          | 25    | Raúl Fernández        | CryptoData RNF MotoGP Team   | Aprilia | 27  | +14.091             | 12        | 8    |
| 9                                                          | 10    | Luca Marini           | Mooney VR46 Racing Team      | Ducati  | 27  | +14.982             | 8         | 7    |
| 10                                                         | 5     | Johann Zarco          | Prima Pramac Racing          | Ducati  | 27  | +15.484             | 16        | 6    |
| 11                                                         | 73    | Álex Márquez          | Gresini Racing MotoGP        | Ducati  | 27  | +15.702             | 11        | 5    |
| 12                                                         | 41    | Aleix Espargaró       | Aprilia Racing               | Aprilia | 27  | +15.878             | 6         | 4    |
| 13                                                         | 20    | Fabio Quartararo      | Monster Energy Yamaha MotoGP | Yamaha  | 27  | +15.898             | 13        | 3    |
| 14                                                         | 33    | Brad Binder           | Red Bull KTM Factory Racing  | KTM     | 27  | +23.778             | 7         | 2    |
| 15                                                         | 21    | Franco Morbidelli     | Monster Energy Yamaha MotoGP | Yamaha  | 27  | +24.579             | 19        | 1    |
| 16                                                         | 37    | Augusto Fernández     | GasGas Factory Racing Tech3  | KTM     | 27  | +31.230             | 17        |      |
| 17                                                         | 49    | Fabio Di Giannantonio | Gresini Racing MotoGP        | Ducati  | 27  | +32.537             | 21        |      |
| 18                                                         | 6     | Stefan Bradl          | HRC Team                     | Honda   | 27  | +35.330             | 15        |      |
| 19                                                         | 30    | Takaaki Nakagami      | LCR Honda Idemitsu           | Honda   | 27  | +43.601             | 20        |      |
| Ret                                                        | 44    | Pol Espargaró         | GasGas Factory Racing Tech3  | KTM     | 15  | Ngã xe              | 23        |      |
| Ret                                                        | 36    | Joan Mir              | Repsol Honda Team            | Honda   | 10  | Ngã xe              | 22        |      |
| Ret                                                        | 43    | Jack Miller           | Red Bull KTM Factory Racing  | KTM     | 9   | Va chạm             | 18        |      |
| Ret                                                        | 51    | Michele Pirro         | Aruba.it Racing              | Ducati  | 9   | Va chạm             | 14        |      |
| DNQ                                                        | 7     | Takumi Takahashi      | LCR Honda Castrol            | Honda   |     | Không được xếp hạng |           |      |
| Fastest lap: Francesco Bagnaia (Ducati) – 1:31.791 (lap 7) |       |                       |                              |         |     |                     |           |      |
| Kết quả chính thức                                         |       |                       |                              |         |     |                     |           |      |

## Bảng xếp hạng sau chặng đua
|  | Stt | Tay đua           | Điểm |
|  | --- | ----------------- | ---- |
|  | 1   | Francesco Bagnaia | 283  |
|  | 2   | Jorge Martín      | 247  |
|  | 3   | Marco Bezzecchi   | 218  |
|  | 4   | Brad Binder       | 173  |
|  | 5   | Aleix Espargaró   | 160  |

|   | Stt | Xưởng đua | Điểm |
| - | --- | --------- | ---- |
|   | 1   | Ducati    | 416  |
|   | 2   | KTM       | 234  |
|   | 3   | Aprilia   | 218  |
| 1 | 4   | Honda     | 105  |
| 1 | 5   | Yamaha    | 105  |

|   | Stt | Đội đua                     | Điểm |
| - | --- | --------------------------- | ---- |
|   | 1   | Prima Pramac Racing         | 394  |
|   | 2   | Mooney VR46 Racing Team     | 353  |
|   | 3   | Ducati Lenovo Team          | 318  |
| 1 | 4   | Aprilia Racing              | 288  |
| 1 | 5   | Red Bull KTM Factory Racing | 277  |